# San Giovanni in Marignano
San Giovanni in Marignano es un municipio situado en el territorio de la provincia de Rímini, en Emilia-Romaña (Italia).

## Demografía
| Gráfica de evolución demográfica de San Giovanni in Marignano entre 1861 y 2001 |
|                                                                                 |
| Fuente ISTAT - elaboración gráfica de Wikipedia                                 |